# Meshi
Meshi (めし, lit. "arroz cozido"/"refeição") (bra: Vida de Casado ou A Refeição) é um filme japonês de 1951 dos gêneros drama e shōshimin-eiga dirigido por Mikio Naruse e estrelado por Setsuko Hara. É baseado no romance final e inacabado de Fumiko Hayashi, e foi a primeira de uma série de adaptações de suas obras feitas pelo diretor.

## Sinopse
Michiyo mudou-se de Tóquio para se fixar em Osaka junto de seu marido assalariado, com quem se casou indo contra a vontade de seus pais. Alguns anos mais tarde, já em sua vida de casada, seu marido a trata de maneira descuidada e ela é lentamente desgastada pelo trabalho doméstico. A situação piora quando a sua linda sobrinha, fugindo dos planos dos pais de um casamento arranjado, planeja ficar com eles, onde seu marido não resiste aos flertes da garota. Insatisfeita com seus esforços para melhorar sua nova família, ela parte com a sobrinha para Tóquio para ficar com seus parentes por um tempo, mas finalmente retorna, renunciando às convenções matrimoniais.

## Elenco

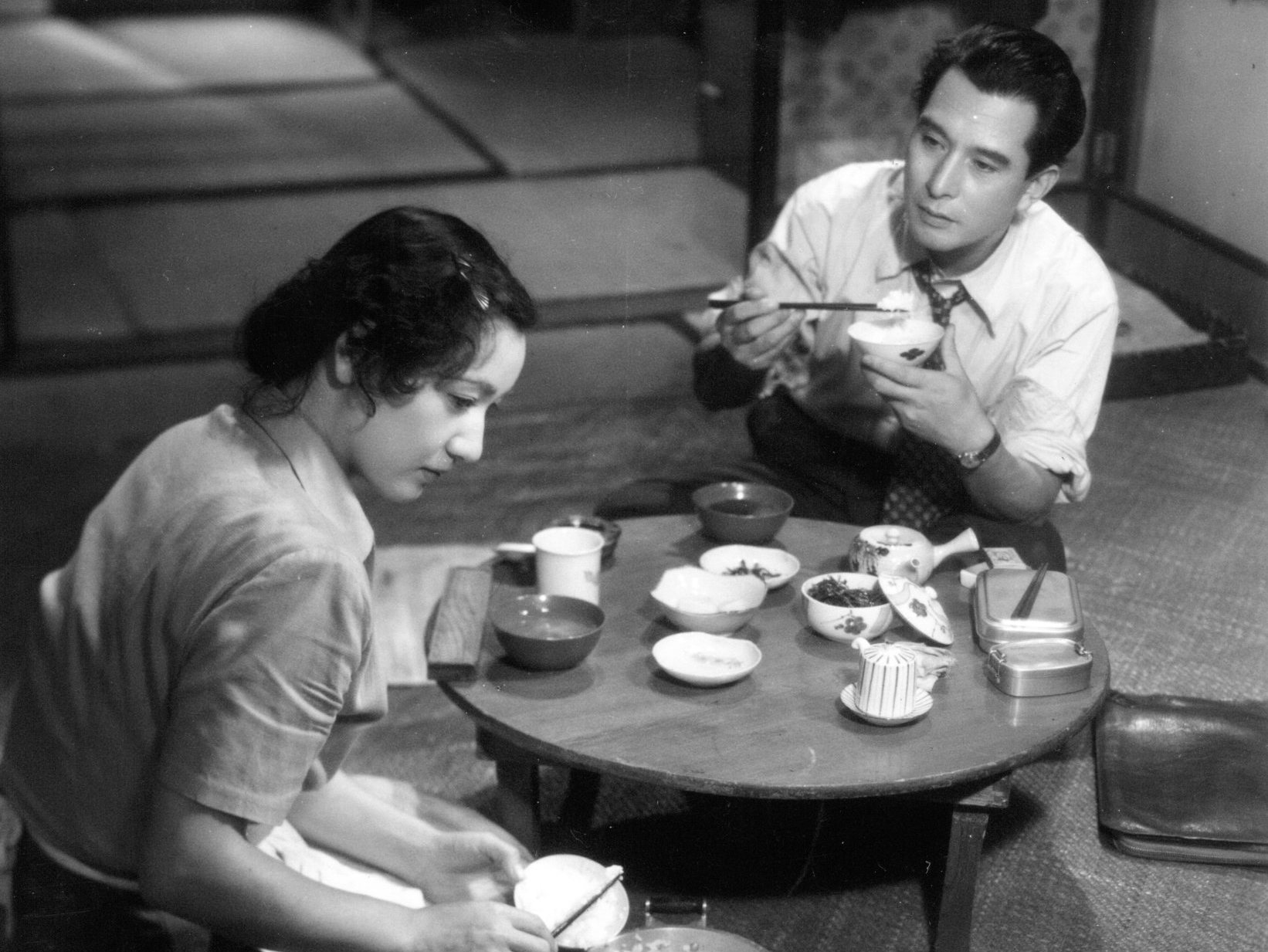
Setsuko Hara e Ken Uehara em cena do filme

- Ken Uehara como Hatsunosuke Okamoto
- Setsuko Hara como Michiyo Okamoto
- Yukiko Shimazaki como Satoko Okamoto
- Yoko Sugi como Mitsuko Murata, cunhada de Michiyo
- Akiko Kazami como Seiko Tomiyasu
- Haruko Sugimura como Matsu Murata, mãe de Michiyo
- Ranko Hanai como Koyoshi Dohya
- Hiroshi Nihon'yanagi como Kazuo Takenaka
- Keiju Kobayashi como Shinzo Murata, irmão de Michiyo
- Akira Oizumi como Yoshitaro Taniguchi
- Ichiro Shimizu como colega de Hatsunosuke
- Haruo Tanaka como Jihei Maruyama
- So Yamamura como Ryuichiro Okamoto
- Chieko Nakakita como Keiko Yamakita

## Produção
Meshi foi o primeiro de uma série de seis filmes dirigidos por Naruse baseados nas obras de Fumiko Hayashi, "uma romancista cuja visão pessimista combinava com a sua", como afirmou o crítico de cinema Alexander Jacoby. Também marcou um retorno bem-sucedido de Naruse, cujos filmes de 15 anos atrás, na época, eram considerados menos importantes pela crítica. De acordo com Toshirō Ide, roteirista do filme, ele e sua co-roteirista Sumie Tanaka queriam terminar a história com o divórcio do casal, mas isso foi vetado pelo estúdio em favor de uma conclusão, assim como o crítico japonês Takao Toda comenta, em favor do "apelo de massa". Como resultado, Tanaka deixou o projeto prematuramente.

## Legado
Meshi foi exibido no Museu de Arte Moderna em 1985 e no Harvard Film Archive em 2005 como parte de suas retrospectivas sobre as obras de Mikio Naruse.

## Prêmios
- Blue Ribbon Awards de Melhor Filme, Melhor Atriz (Setsuko Hara), Melhor Atriz Coadjuvante (Haruko Sugimura) e Melhor Roteiro (Sumie Tanaka, por Meshi, Shōnenki e Wagaya wa tanoshi)[11]
- Mainichi Film Awards de Melhor Filme, Melhor Atriz (Setsuko Hara), Melhor Diretor (Mikio Naruse), Melhor Cinematografia (Masao Tamai) e Melhor Gravação de Som (Masao Fujiyoshi)[12]